# Le Ménil-Bérard
Le Ménil-Bérard là một xã thuộc tỉnh Orne trong vùng Normandie tây bắc nước Pháp. Xã này nằm ở khu vực có độ cao trung bình 248 mét trên mực nước biển.

## Dân số
Năm 1962 là 90 nghìn người
Năm 1968 là 81 nghìn người
Năm 1975 là 68 nghìn người
Năm 1982 là 75 nghìn người
Năm 1990 là 64 nghìn người
Năm 1999 là 68 nghìn người